# Sex Pistols
Sex Pistols engleski je punk rock sastav osnovan u Londonu 1975. godine. Iako su u početku trajali samo dvije i pol godine i producirali samo četiri singla i jedan studijski album, uz Ramonese i The Clash smatraju se najutjecajnijim sastavima punk scene u Velikoj Britaniji.

## Povijest
Godine 1975. Malcom McLaren (tada vlasnik prodavaonice odjeće na King´s Roadu u Londonu) okuplja Johna Lydona, kojemu odmah mijenja ime u "Johnny Rotten" kao pjevača, Glena Matlocka (bas-gitara), Stevea Jonesa (gitara) i Paula Cooka (bubnjevi). McLaren je cijenio ekstremne izvođače poput Iggyja Popa, MC5, The Stooges i New York Dolls (kojima je kratko bio i menadžer). 
Prvi nastup tog sastava bio je 6. studenog 1975. godine. Nastupali su na mjestima gdje su mogli sablazniti, a ostavljali su tako loš dojam da su naprosto izazivali zanimanje. Trik je bio vrlo uspješan i ubrzo se pročulo da je to najodvratnija grupa svih vremena. McLaren je čak s najuglednijom britanskom diskografskom kućom EMI potpisao ugovor za 50.000 funti. Prekretnica za Pistolse bio je šokantan nastup 1. prosinca 1976. g. u emisiji koja je promovirala zajedničku turneju punk rock glazbenika. Voditelj emisije bio je zasut bujicom pogrda, a to je opet povećalo zanimanje novinara.
Njihov debitantski singl "Anarchy in the UK" pojavio se u studenom 1976. g., dospio na Top 50, ali ga je kompanija EMI bila pritisnuta povući i raskinuti ugovor s Pistolsima.
Turneja na koju su krenuli bila je problematična zbog silnih otkazivanja. Punk rock sa svojim trominutnim pjesmama o gnjevu i dosadi postajao je sve popularniji među mladima i sve omrznutiji organizatorima. Pistolsi su trebali nastupati i u ozbiljnim koncertnim dvoranama, a nakon njihovog televizijskog nastupa grupe Ramones i Talking Heads odustaju od zajedničkih nastupa. Umjesto njih priključuju se turneji novi britanski sastavi Clash i Damned. Umjesto predviđenih devetnaest koncerata, održala su se na kraju samo tri. Izazivali su pozornost i mediji su ih rado pratili, tako je snimljen i prosvjed vjerskih neistomišljenika koji je kasnije upotrijebljen za snimanje dokumentarnog filma "The Great Rock ´n´ Roll Swindle" redatelja Juliena Templea.
Potpisivanje ugovora s kućom A&M bio je također pretvoren u medijsku atrakciju i samopromociju. Potpisali su ga  
ispred Buckinghamske palače, a povodom izlaska njihovog drugog singla God Save the Queen (ironičan osvrt na srebrni jubilej Kraljice Elizabete II.).
Tada se prvi puta pojavio i John Ritchie, kojega je Rotten odmah preimenovao u Sid Vicious. Zbog sukoba s Rottenom i McLarenom, Glen Matlock napušta sastav, a Vicious je iako tek početnik na bas-gitari bio savršena figura za oblikovanje. McLaren ga je poticao na drogiranje, povraćanje na javnim mjestima, napadima na ljude. Kuća A&M također otkazuje grupi, a "God Save The Queen" objavljuje kuća Virgin s kojom su u svibnju 1977. g. potpisali ugovor. U ljeto su organizirali turneju po Švedskoj, a krajem godine pojavio se i debitantski album "Never Mind The Bollocks", koji je zbog opscenog naziva sastavu donio sudski proces. 
Početkom 1978. g. odlaze na turneju u SAD, Johnny Rotten napušta grupu, ponovno se predstavlja pod svojim starim imenom John Lydon i nastupa kao Public Image Ltd.
McLaren snima film "The Great Rock ´n´ Roll Swindle", biografiju Sex Pistolsa u kojem je ulogu imao i zloglasni britanski kriminalac Ronnie Biggs. Album s filmskom glazbom imao je pet hit singlova, a još dva albuma te godine su se plasirala među Top 10.

## Godina 1979. do danas
U veljači 1979. g. Sid Vicious umire od predoziranja heroinom dok je čekao suđenje za ubojstvo svoje djevojke Nancy Spungen u Hotelu Chelsea u New Yorku.                                        
U galeriji The Hospital 2004. godine izloženi su predmeti iz sobe Chelsea hotela u New Yorku, gdje je Nancy ubijena (majice, rukopisi tekstova, posteri).
Godine 2005. razmišljaju o ponovnom okupljanju, a John Lydon izdaje kompilacijski album s pjesmama Sex Pistolsa, Public Image Limited, Leftfield i ostalih izvođača.
U New Yorku se 13. ožujka 2006. g. trebala održati svečana ceremonija uključivanja Sex Pistolsa u Rock and Roll Hall of Fame. Svoj dolazak su odbili u svom tradicionalnom stilu, nazvavši Hall of Fame smećem i ostalim pogrdnim nazivima .
Istovremeno su potpisali mnogobrojne ugovore za korištenje njihovih pjesama u promidžbene svrhe. Primjerice Range Rover i British Airways koristit će "Pretty Vacant", "God Save the Queen" i "The Great Rock 'n' Roll Swindle" kao soundtrack. Glazbu Sex Pistolsa će dalje koristiti razne kompanije, uz navodnu napomenu sastava po kojoj se sve te tvrtke jedino trebaju orijentirati na punk ideale.

## Diskografija

### Albumi
- Never Mind the Bollocks, Here's the Sex Pistols (28. listopada 1977.g.)
- The Great Rock 'n' Roll Swindle (26. veljače 1979. g.)
- Some Product: Carri on Sex Pistols (intervjui i radio spotovi) (27. srpnja 1979. g.)
- Flogging a Dead Horse (kompilacija) (16. veljače 1980. g.)
- Kiss This: The Best Of (10. listopada 1992. g.)
- Filthy Lucre Live (24. lipnja 1996. g.)
- Jubilee: The Best Of (27. svibnja 2002. g.)
- Sex Pistols Box Set (2. lipnja 2002. g.)
- Raw and Live (16. veljače 2004. g.)

### Sid Vicious solo album
- prosinac 1979. g. - Sid Sings

### Hit singlovi
"Never Mind the Bollocks, Here's the Sex Pistols"
- 26. studenog 1976. g. - "Anarchy in the UK"
- 27. svibnja 1977. g. - "God Save the Queen"
- 2. srpnja 1977. g. - "Pretty Vacant"
- 15. listopada 1977. g. - "Holidays in the Sun"

"The Great Rock 'n' Roll Swindle"
- 30. lipnja 1978. g. - "No One Is Innocent"
- 9. veljače 1979. g. - "Something Else"
- 30. ožujka 1979. g. - "Silly Thing"
- 22. lipnja 1979. g. - "C'mon Everybody"
- 18. listopada 1979. g. - "The Great Rock 'n' Roll Swindle"
- 4. lipnja 1980. g. - "(I'm Not Your) Stepping Stone"

"Kiss This: The Best Of"
- listopad 1992. g. - "Anarchy in the UK" (reizdanje)

"Filthy Lucre Live"
- lipanj 1996. g. - "Pretty Vacant" (live)

"Jubilee: The Best Of"
- 27. svibnja 2002. - "God Save the Queen" (reizdanje)

## Filmovi
- Sex Pistols Number One (Julien Temple, 1976. g.)
- Jubilee (Derek Jarman, 1978. g.)
- The Great Rock 'n' Roll Swindle (Julien Temple, 1979. g.)
- The Punk Rock Movie (Don Letts, 1979. g.)
- DOA (Lech Kowalski, 1981. g.)
- Sid and Nancy (Alex Cox, 1986. g.)
- Sid's Gang (Andrew Mcleigh, 1999. g.)
- The Filth and the Fury (Julien Temple, 2000. g.)
- 24 Hour Party People (Michael Winterbottom, 2002. g.)

## Vanjske poveznice
- Službena stranica Sex Pistolsa (engl.)
- God Save The Sex Pistols (engl.)